# Denzel Whitaker
Pour les articles homonymes, voir Whitaker.
Denzel Whitaker est un acteur américain né le 15 juin 1990 à Torrance en Californie.

## Biographie
Il est connu dans le petit role de James et Zuri jeune dans Black Panther.

## Filmographie

### Cinéma
- 2001 : Training Day : Dimitri
- 2006 : Lucas, fourmi malgré lui : Albert
- 2007 : The Great Debaters : James Farmer Jr.
- 2009 : Bad Lieutenant : Escale à La Nouvelle-Orléans : Daryl
- 2010 : My Soul to Take : Jerome
- 2011 : Identité secrète : Gilly
- 2011 : Warrior : Stephon
- 2013 : They Die by Dawn : Paul Dunbar
- 2015 : Dans la classe de mon fils : Noah Riley
- 2016 : Conduite en eaux troubles : Eddie
- 2018 : Black Panther : James et Zuri jeune
- 2020 : Follow Me : Thomas
- 2020 : Cut Throat City : Andre
- 2020 : Alieu the Dreamer : Alieu

### Télévision
- 2004 : One on One : Duane jeune (1 épisode)
- 2004-2005 : All That : plusieurs personnages (6 épisodes)
- 2005 : Quoi d'neuf Scooby-Doo ? : Jake (1 épisode)
- 2005 : Urgences : Hassan (1 épisode)
- 2006 : La Guerre à la maison : Jeff (2 épisodes)
- 2006-2007 : Manny et ses outils : Kyle (2 épisodes)
- 2007 : La Vie de palace de Zack et Cody : Trent (1 épisode)
- 2009 : SOS Daddy : Sheldon
- 2009 : Les Experts : Frankie Kirkland (1 épisode)
- 2009 : Brothers and Sisters : Carter (3 épisodes)
- 2009 : House Rules : Peter Chiba
- 2010 : Les Boondocks : Sergent Gutter (1 épisode)
- 2012 : Black Dynamite : Donald le comptable (2 épisodes)
- 2012 : Rizzoli and Isles : Trevor (1 épisode)
- 2013 : Monday Mornings : Nick Villanueva (1 épisode)
- 2013 : Legit : Clay (2 épisodes)
- 2015 : Blue Bloods : Curtis Turner (2 épisodes)
- 2019 : The Purge : Darren Moore (7 épisodes)